# Radio Jerevan
Radio Jerevan är en fiktiv radiostation som det brukade berättas skämt om i det gamla östblocket. Meningen var att skoja om dåliga förhållanden bakom järnridån genom lyssnarbrev som besvarades av radiostationen. Ofta var skämten på formen Är det sant att ...? I princip ja, men ...
"Är det sant att i Sovjet växer majskolvarna som telefonstolpar?"
"Ja, och ännu glesare."
"Är det sant att vår nya kommunistiska bil Moskvitj är så oerhört överlägsen den kapitalistiska bilen Volkswagen?"
"I princip ja, det kan man förstå redan av det faktum att en kapitalistisk Volkswagen kan man få på dagen medan man kan få vänta upp till tio år på en Moskvitj!"
"Vad är permanent i Sovjetunionen?"
"Tillfälliga problem."
En vits om Finland i samband med Krimkrisen lyder:
"Hur många ryssar bor det i Finland?"
"Tillräckligt många", svarar radion, "för att en folkomröstning kan hållas".
Under den Rysslands invasion av Ukraina 2022:
Det här är Radio Jerevan. Våra lyssnare frågar oss: "Enligt Putin är det som händer i Ukraina en kamp mellan Ryssland och Nato, och det som står på spel är världsherravälde. Hur är situationen där i kriget?
Vi svarar: "Ryssland har förlorat 14 000 soldater, 100 stridsflygplan, 100 helikoptrar, 500 stridsvagnar, 1500 pansarfordon, 3 fartyg, 230 kanoner och 6 generaler. Nato har inte dykt upp än.
Jerevan är huvudstad i Armenien och där finns den riktiga Radio Jerevan, som sänder på kortvåg till hela världen.